# Wasitat al-Hidżan
Wasitat al-Hidżan – miejscowość w Syrii, w muhafazie Ar-Rakka, w dystrykcie Tall Abjad. W 2004 roku liczyła 1432 mieszkańców.